# (36019) 1999 NE48
1999 NE48 (asteroide 36019) é um asteroide da cintura principal. Possui uma excentricidade de 0.16556380 e uma inclinação de 14.38265º.
Este asteroide foi descoberto no dia 13 de julho de 1999 por LINEAR em Socorro.